# Callyspongia waguensis
Callyspongia waguensis är en svampdjursart som beskrevs av Tanita 1961. Callyspongia waguensis ingår i släktet Callyspongia och familjen Callyspongiidae. Inga underarter finns listade i Catalogue of Life.